# Leopol'd Mitrofanov
Leopol'd Adamovič Mitrofanov (in russo Леопо́льд Ада́мович Митрофа́нов?; Leningrado, 2 luglio 1932 – 26 novembre 1992) è stato un compositore di scacchi russo.
Ottenne dalla FIDE il titolo di Giudice Internazionale per la composizione nel 1971 e di Maestro Internazionale per la composizione nel 1980. Compose oltre 300 studi, 40 dei quali ottennero il primo premio in concorsi di composizione. Partecipò a 7 finali del campionato sovietico per la composizione. Compose molti studi in collaborazione con Oleksandr Beljavs'kyj. Di professione era ingegnere chimico.

## Un suo famoso studio
Questo studio del 1967 ottenne il primo premio tra 250 partecipanti in un concorso indetto a Tbilisi per celebrare il poeta Shota Rustaveli. Tra i giudici c'era anche Michail Tal'. Il commento unanime della commissione giudicatrice fu che lo studio di Mitrofanov "non assomiglia a nessun altro, e si pone al di sopra di qualsiasi altro studio". Uno dei giudici, Alexander Herbstmann, commentò - "Subito dopo l'esame preliminare, lo studio di Mitrofanov creò una grandissima impressione per l'intensità e la novità dell'idea. Gli altri concorrenti rimasero in gara da quel momento solo per i premi dal secondo posto in giù".
La versione originale dello studio (col cavallo in f3 anziché in g2) venne però in seguito demolita, in quanto permetteva una difesa molto sottile che permetteva al nero di ottenere la patta con lo scacco perpetuo oppure di arrivare in un finale teoricamente patto. Dopo la correzione col cavallo in g2, lo studioso olandese Tim Krabbé definì così questo studio: – sarebbe il mio candidato per lo "studio del millennio".    
|   | a | b | c | d | e | f | g | h |   |
| 8 | a7 re del nero · a6 pedone del bianco · d6 alfiere del nero · g6 pedone del bianco · a5 re del bianco · b5 pedone del bianco · d5 pedone del bianco · e5 cavallo del nero · h5 pedone del bianco · e4 torre del bianco · g2 cavallo del nero · h2 pedone del nero | a7 re del nero · a6 pedone del bianco · d6 alfiere del nero · g6 pedone del bianco · a5 re del bianco · b5 pedone del bianco · d5 pedone del bianco · e5 cavallo del nero · h5 pedone del bianco · e4 torre del bianco · g2 cavallo del nero · h2 pedone del nero | a7 re del nero · a6 pedone del bianco · d6 alfiere del nero · g6 pedone del bianco · a5 re del bianco · b5 pedone del bianco · d5 pedone del bianco · e5 cavallo del nero · h5 pedone del bianco · e4 torre del bianco · g2 cavallo del nero · h2 pedone del nero | a7 re del nero · a6 pedone del bianco · d6 alfiere del nero · g6 pedone del bianco · a5 re del bianco · b5 pedone del bianco · d5 pedone del bianco · e5 cavallo del nero · h5 pedone del bianco · e4 torre del bianco · g2 cavallo del nero · h2 pedone del nero | a7 re del nero · a6 pedone del bianco · d6 alfiere del nero · g6 pedone del bianco · a5 re del bianco · b5 pedone del bianco · d5 pedone del bianco · e5 cavallo del nero · h5 pedone del bianco · e4 torre del bianco · g2 cavallo del nero · h2 pedone del nero | a7 re del nero · a6 pedone del bianco · d6 alfiere del nero · g6 pedone del bianco · a5 re del bianco · b5 pedone del bianco · d5 pedone del bianco · e5 cavallo del nero · h5 pedone del bianco · e4 torre del bianco · g2 cavallo del nero · h2 pedone del nero | a7 re del nero · a6 pedone del bianco · d6 alfiere del nero · g6 pedone del bianco · a5 re del bianco · b5 pedone del bianco · d5 pedone del bianco · e5 cavallo del nero · h5 pedone del bianco · e4 torre del bianco · g2 cavallo del nero · h2 pedone del nero | a7 re del nero · a6 pedone del bianco · d6 alfiere del nero · g6 pedone del bianco · a5 re del bianco · b5 pedone del bianco · d5 pedone del bianco · e5 cavallo del nero · h5 pedone del bianco · e4 torre del bianco · g2 cavallo del nero · h2 pedone del nero | 8 |
| 7 | a7 re del nero · a6 pedone del bianco · d6 alfiere del nero · g6 pedone del bianco · a5 re del bianco · b5 pedone del bianco · d5 pedone del bianco · e5 cavallo del nero · h5 pedone del bianco · e4 torre del bianco · g2 cavallo del nero · h2 pedone del nero | a7 re del nero · a6 pedone del bianco · d6 alfiere del nero · g6 pedone del bianco · a5 re del bianco · b5 pedone del bianco · d5 pedone del bianco · e5 cavallo del nero · h5 pedone del bianco · e4 torre del bianco · g2 cavallo del nero · h2 pedone del nero | a7 re del nero · a6 pedone del bianco · d6 alfiere del nero · g6 pedone del bianco · a5 re del bianco · b5 pedone del bianco · d5 pedone del bianco · e5 cavallo del nero · h5 pedone del bianco · e4 torre del bianco · g2 cavallo del nero · h2 pedone del nero | a7 re del nero · a6 pedone del bianco · d6 alfiere del nero · g6 pedone del bianco · a5 re del bianco · b5 pedone del bianco · d5 pedone del bianco · e5 cavallo del nero · h5 pedone del bianco · e4 torre del bianco · g2 cavallo del nero · h2 pedone del nero | a7 re del nero · a6 pedone del bianco · d6 alfiere del nero · g6 pedone del bianco · a5 re del bianco · b5 pedone del bianco · d5 pedone del bianco · e5 cavallo del nero · h5 pedone del bianco · e4 torre del bianco · g2 cavallo del nero · h2 pedone del nero | a7 re del nero · a6 pedone del bianco · d6 alfiere del nero · g6 pedone del bianco · a5 re del bianco · b5 pedone del bianco · d5 pedone del bianco · e5 cavallo del nero · h5 pedone del bianco · e4 torre del bianco · g2 cavallo del nero · h2 pedone del nero | a7 re del nero · a6 pedone del bianco · d6 alfiere del nero · g6 pedone del bianco · a5 re del bianco · b5 pedone del bianco · d5 pedone del bianco · e5 cavallo del nero · h5 pedone del bianco · e4 torre del bianco · g2 cavallo del nero · h2 pedone del nero | a7 re del nero · a6 pedone del bianco · d6 alfiere del nero · g6 pedone del bianco · a5 re del bianco · b5 pedone del bianco · d5 pedone del bianco · e5 cavallo del nero · h5 pedone del bianco · e4 torre del bianco · g2 cavallo del nero · h2 pedone del nero | 7 |
| 6 | a7 re del nero · a6 pedone del bianco · d6 alfiere del nero · g6 pedone del bianco · a5 re del bianco · b5 pedone del bianco · d5 pedone del bianco · e5 cavallo del nero · h5 pedone del bianco · e4 torre del bianco · g2 cavallo del nero · h2 pedone del nero | a7 re del nero · a6 pedone del bianco · d6 alfiere del nero · g6 pedone del bianco · a5 re del bianco · b5 pedone del bianco · d5 pedone del bianco · e5 cavallo del nero · h5 pedone del bianco · e4 torre del bianco · g2 cavallo del nero · h2 pedone del nero | a7 re del nero · a6 pedone del bianco · d6 alfiere del nero · g6 pedone del bianco · a5 re del bianco · b5 pedone del bianco · d5 pedone del bianco · e5 cavallo del nero · h5 pedone del bianco · e4 torre del bianco · g2 cavallo del nero · h2 pedone del nero | a7 re del nero · a6 pedone del bianco · d6 alfiere del nero · g6 pedone del bianco · a5 re del bianco · b5 pedone del bianco · d5 pedone del bianco · e5 cavallo del nero · h5 pedone del bianco · e4 torre del bianco · g2 cavallo del nero · h2 pedone del nero | a7 re del nero · a6 pedone del bianco · d6 alfiere del nero · g6 pedone del bianco · a5 re del bianco · b5 pedone del bianco · d5 pedone del bianco · e5 cavallo del nero · h5 pedone del bianco · e4 torre del bianco · g2 cavallo del nero · h2 pedone del nero | a7 re del nero · a6 pedone del bianco · d6 alfiere del nero · g6 pedone del bianco · a5 re del bianco · b5 pedone del bianco · d5 pedone del bianco · e5 cavallo del nero · h5 pedone del bianco · e4 torre del bianco · g2 cavallo del nero · h2 pedone del nero | a7 re del nero · a6 pedone del bianco · d6 alfiere del nero · g6 pedone del bianco · a5 re del bianco · b5 pedone del bianco · d5 pedone del bianco · e5 cavallo del nero · h5 pedone del bianco · e4 torre del bianco · g2 cavallo del nero · h2 pedone del nero | a7 re del nero · a6 pedone del bianco · d6 alfiere del nero · g6 pedone del bianco · a5 re del bianco · b5 pedone del bianco · d5 pedone del bianco · e5 cavallo del nero · h5 pedone del bianco · e4 torre del bianco · g2 cavallo del nero · h2 pedone del nero | 6 |
| 5 | a7 re del nero · a6 pedone del bianco · d6 alfiere del nero · g6 pedone del bianco · a5 re del bianco · b5 pedone del bianco · d5 pedone del bianco · e5 cavallo del nero · h5 pedone del bianco · e4 torre del bianco · g2 cavallo del nero · h2 pedone del nero | a7 re del nero · a6 pedone del bianco · d6 alfiere del nero · g6 pedone del bianco · a5 re del bianco · b5 pedone del bianco · d5 pedone del bianco · e5 cavallo del nero · h5 pedone del bianco · e4 torre del bianco · g2 cavallo del nero · h2 pedone del nero | a7 re del nero · a6 pedone del bianco · d6 alfiere del nero · g6 pedone del bianco · a5 re del bianco · b5 pedone del bianco · d5 pedone del bianco · e5 cavallo del nero · h5 pedone del bianco · e4 torre del bianco · g2 cavallo del nero · h2 pedone del nero | a7 re del nero · a6 pedone del bianco · d6 alfiere del nero · g6 pedone del bianco · a5 re del bianco · b5 pedone del bianco · d5 pedone del bianco · e5 cavallo del nero · h5 pedone del bianco · e4 torre del bianco · g2 cavallo del nero · h2 pedone del nero | a7 re del nero · a6 pedone del bianco · d6 alfiere del nero · g6 pedone del bianco · a5 re del bianco · b5 pedone del bianco · d5 pedone del bianco · e5 cavallo del nero · h5 pedone del bianco · e4 torre del bianco · g2 cavallo del nero · h2 pedone del nero | a7 re del nero · a6 pedone del bianco · d6 alfiere del nero · g6 pedone del bianco · a5 re del bianco · b5 pedone del bianco · d5 pedone del bianco · e5 cavallo del nero · h5 pedone del bianco · e4 torre del bianco · g2 cavallo del nero · h2 pedone del nero | a7 re del nero · a6 pedone del bianco · d6 alfiere del nero · g6 pedone del bianco · a5 re del bianco · b5 pedone del bianco · d5 pedone del bianco · e5 cavallo del nero · h5 pedone del bianco · e4 torre del bianco · g2 cavallo del nero · h2 pedone del nero | a7 re del nero · a6 pedone del bianco · d6 alfiere del nero · g6 pedone del bianco · a5 re del bianco · b5 pedone del bianco · d5 pedone del bianco · e5 cavallo del nero · h5 pedone del bianco · e4 torre del bianco · g2 cavallo del nero · h2 pedone del nero | 5 |
| 4 | a7 re del nero · a6 pedone del bianco · d6 alfiere del nero · g6 pedone del bianco · a5 re del bianco · b5 pedone del bianco · d5 pedone del bianco · e5 cavallo del nero · h5 pedone del bianco · e4 torre del bianco · g2 cavallo del nero · h2 pedone del nero | a7 re del nero · a6 pedone del bianco · d6 alfiere del nero · g6 pedone del bianco · a5 re del bianco · b5 pedone del bianco · d5 pedone del bianco · e5 cavallo del nero · h5 pedone del bianco · e4 torre del bianco · g2 cavallo del nero · h2 pedone del nero | a7 re del nero · a6 pedone del bianco · d6 alfiere del nero · g6 pedone del bianco · a5 re del bianco · b5 pedone del bianco · d5 pedone del bianco · e5 cavallo del nero · h5 pedone del bianco · e4 torre del bianco · g2 cavallo del nero · h2 pedone del nero | a7 re del nero · a6 pedone del bianco · d6 alfiere del nero · g6 pedone del bianco · a5 re del bianco · b5 pedone del bianco · d5 pedone del bianco · e5 cavallo del nero · h5 pedone del bianco · e4 torre del bianco · g2 cavallo del nero · h2 pedone del nero | a7 re del nero · a6 pedone del bianco · d6 alfiere del nero · g6 pedone del bianco · a5 re del bianco · b5 pedone del bianco · d5 pedone del bianco · e5 cavallo del nero · h5 pedone del bianco · e4 torre del bianco · g2 cavallo del nero · h2 pedone del nero | a7 re del nero · a6 pedone del bianco · d6 alfiere del nero · g6 pedone del bianco · a5 re del bianco · b5 pedone del bianco · d5 pedone del bianco · e5 cavallo del nero · h5 pedone del bianco · e4 torre del bianco · g2 cavallo del nero · h2 pedone del nero | a7 re del nero · a6 pedone del bianco · d6 alfiere del nero · g6 pedone del bianco · a5 re del bianco · b5 pedone del bianco · d5 pedone del bianco · e5 cavallo del nero · h5 pedone del bianco · e4 torre del bianco · g2 cavallo del nero · h2 pedone del nero | a7 re del nero · a6 pedone del bianco · d6 alfiere del nero · g6 pedone del bianco · a5 re del bianco · b5 pedone del bianco · d5 pedone del bianco · e5 cavallo del nero · h5 pedone del bianco · e4 torre del bianco · g2 cavallo del nero · h2 pedone del nero | 4 |
| 3 | a7 re del nero · a6 pedone del bianco · d6 alfiere del nero · g6 pedone del bianco · a5 re del bianco · b5 pedone del bianco · d5 pedone del bianco · e5 cavallo del nero · h5 pedone del bianco · e4 torre del bianco · g2 cavallo del nero · h2 pedone del nero | a7 re del nero · a6 pedone del bianco · d6 alfiere del nero · g6 pedone del bianco · a5 re del bianco · b5 pedone del bianco · d5 pedone del bianco · e5 cavallo del nero · h5 pedone del bianco · e4 torre del bianco · g2 cavallo del nero · h2 pedone del nero | a7 re del nero · a6 pedone del bianco · d6 alfiere del nero · g6 pedone del bianco · a5 re del bianco · b5 pedone del bianco · d5 pedone del bianco · e5 cavallo del nero · h5 pedone del bianco · e4 torre del bianco · g2 cavallo del nero · h2 pedone del nero | a7 re del nero · a6 pedone del bianco · d6 alfiere del nero · g6 pedone del bianco · a5 re del bianco · b5 pedone del bianco · d5 pedone del bianco · e5 cavallo del nero · h5 pedone del bianco · e4 torre del bianco · g2 cavallo del nero · h2 pedone del nero | a7 re del nero · a6 pedone del bianco · d6 alfiere del nero · g6 pedone del bianco · a5 re del bianco · b5 pedone del bianco · d5 pedone del bianco · e5 cavallo del nero · h5 pedone del bianco · e4 torre del bianco · g2 cavallo del nero · h2 pedone del nero | a7 re del nero · a6 pedone del bianco · d6 alfiere del nero · g6 pedone del bianco · a5 re del bianco · b5 pedone del bianco · d5 pedone del bianco · e5 cavallo del nero · h5 pedone del bianco · e4 torre del bianco · g2 cavallo del nero · h2 pedone del nero | a7 re del nero · a6 pedone del bianco · d6 alfiere del nero · g6 pedone del bianco · a5 re del bianco · b5 pedone del bianco · d5 pedone del bianco · e5 cavallo del nero · h5 pedone del bianco · e4 torre del bianco · g2 cavallo del nero · h2 pedone del nero | a7 re del nero · a6 pedone del bianco · d6 alfiere del nero · g6 pedone del bianco · a5 re del bianco · b5 pedone del bianco · d5 pedone del bianco · e5 cavallo del nero · h5 pedone del bianco · e4 torre del bianco · g2 cavallo del nero · h2 pedone del nero | 3 |
| 2 | a7 re del nero · a6 pedone del bianco · d6 alfiere del nero · g6 pedone del bianco · a5 re del bianco · b5 pedone del bianco · d5 pedone del bianco · e5 cavallo del nero · h5 pedone del bianco · e4 torre del bianco · g2 cavallo del nero · h2 pedone del nero | a7 re del nero · a6 pedone del bianco · d6 alfiere del nero · g6 pedone del bianco · a5 re del bianco · b5 pedone del bianco · d5 pedone del bianco · e5 cavallo del nero · h5 pedone del bianco · e4 torre del bianco · g2 cavallo del nero · h2 pedone del nero | a7 re del nero · a6 pedone del bianco · d6 alfiere del nero · g6 pedone del bianco · a5 re del bianco · b5 pedone del bianco · d5 pedone del bianco · e5 cavallo del nero · h5 pedone del bianco · e4 torre del bianco · g2 cavallo del nero · h2 pedone del nero | a7 re del nero · a6 pedone del bianco · d6 alfiere del nero · g6 pedone del bianco · a5 re del bianco · b5 pedone del bianco · d5 pedone del bianco · e5 cavallo del nero · h5 pedone del bianco · e4 torre del bianco · g2 cavallo del nero · h2 pedone del nero | a7 re del nero · a6 pedone del bianco · d6 alfiere del nero · g6 pedone del bianco · a5 re del bianco · b5 pedone del bianco · d5 pedone del bianco · e5 cavallo del nero · h5 pedone del bianco · e4 torre del bianco · g2 cavallo del nero · h2 pedone del nero | a7 re del nero · a6 pedone del bianco · d6 alfiere del nero · g6 pedone del bianco · a5 re del bianco · b5 pedone del bianco · d5 pedone del bianco · e5 cavallo del nero · h5 pedone del bianco · e4 torre del bianco · g2 cavallo del nero · h2 pedone del nero | a7 re del nero · a6 pedone del bianco · d6 alfiere del nero · g6 pedone del bianco · a5 re del bianco · b5 pedone del bianco · d5 pedone del bianco · e5 cavallo del nero · h5 pedone del bianco · e4 torre del bianco · g2 cavallo del nero · h2 pedone del nero | a7 re del nero · a6 pedone del bianco · d6 alfiere del nero · g6 pedone del bianco · a5 re del bianco · b5 pedone del bianco · d5 pedone del bianco · e5 cavallo del nero · h5 pedone del bianco · e4 torre del bianco · g2 cavallo del nero · h2 pedone del nero | 2 |
| 1 | a7 re del nero · a6 pedone del bianco · d6 alfiere del nero · g6 pedone del bianco · a5 re del bianco · b5 pedone del bianco · d5 pedone del bianco · e5 cavallo del nero · h5 pedone del bianco · e4 torre del bianco · g2 cavallo del nero · h2 pedone del nero | a7 re del nero · a6 pedone del bianco · d6 alfiere del nero · g6 pedone del bianco · a5 re del bianco · b5 pedone del bianco · d5 pedone del bianco · e5 cavallo del nero · h5 pedone del bianco · e4 torre del bianco · g2 cavallo del nero · h2 pedone del nero | a7 re del nero · a6 pedone del bianco · d6 alfiere del nero · g6 pedone del bianco · a5 re del bianco · b5 pedone del bianco · d5 pedone del bianco · e5 cavallo del nero · h5 pedone del bianco · e4 torre del bianco · g2 cavallo del nero · h2 pedone del nero | a7 re del nero · a6 pedone del bianco · d6 alfiere del nero · g6 pedone del bianco · a5 re del bianco · b5 pedone del bianco · d5 pedone del bianco · e5 cavallo del nero · h5 pedone del bianco · e4 torre del bianco · g2 cavallo del nero · h2 pedone del nero | a7 re del nero · a6 pedone del bianco · d6 alfiere del nero · g6 pedone del bianco · a5 re del bianco · b5 pedone del bianco · d5 pedone del bianco · e5 cavallo del nero · h5 pedone del bianco · e4 torre del bianco · g2 cavallo del nero · h2 pedone del nero | a7 re del nero · a6 pedone del bianco · d6 alfiere del nero · g6 pedone del bianco · a5 re del bianco · b5 pedone del bianco · d5 pedone del bianco · e5 cavallo del nero · h5 pedone del bianco · e4 torre del bianco · g2 cavallo del nero · h2 pedone del nero | a7 re del nero · a6 pedone del bianco · d6 alfiere del nero · g6 pedone del bianco · a5 re del bianco · b5 pedone del bianco · d5 pedone del bianco · e5 cavallo del nero · h5 pedone del bianco · e4 torre del bianco · g2 cavallo del nero · h2 pedone del nero | a7 re del nero · a6 pedone del bianco · d6 alfiere del nero · g6 pedone del bianco · a5 re del bianco · b5 pedone del bianco · d5 pedone del bianco · e5 cavallo del nero · h5 pedone del bianco · e4 torre del bianco · g2 cavallo del nero · h2 pedone del nero | 1 |
|   | a | b | c | d | e | f | g | h |   |

|   | a | b | c | d | e | f | g | h |   |
| 8 | a8 re del nero · b8 alfiere del nero · g8 donna del bianco · a7 pedone del bianco · b6 pedone del bianco · c6 pedone del bianco · a5 re del bianco · h5 donna del nero · e1 cavallo del nero | a8 re del nero · b8 alfiere del nero · g8 donna del bianco · a7 pedone del bianco · b6 pedone del bianco · c6 pedone del bianco · a5 re del bianco · h5 donna del nero · e1 cavallo del nero | a8 re del nero · b8 alfiere del nero · g8 donna del bianco · a7 pedone del bianco · b6 pedone del bianco · c6 pedone del bianco · a5 re del bianco · h5 donna del nero · e1 cavallo del nero | a8 re del nero · b8 alfiere del nero · g8 donna del bianco · a7 pedone del bianco · b6 pedone del bianco · c6 pedone del bianco · a5 re del bianco · h5 donna del nero · e1 cavallo del nero | a8 re del nero · b8 alfiere del nero · g8 donna del bianco · a7 pedone del bianco · b6 pedone del bianco · c6 pedone del bianco · a5 re del bianco · h5 donna del nero · e1 cavallo del nero | a8 re del nero · b8 alfiere del nero · g8 donna del bianco · a7 pedone del bianco · b6 pedone del bianco · c6 pedone del bianco · a5 re del bianco · h5 donna del nero · e1 cavallo del nero | a8 re del nero · b8 alfiere del nero · g8 donna del bianco · a7 pedone del bianco · b6 pedone del bianco · c6 pedone del bianco · a5 re del bianco · h5 donna del nero · e1 cavallo del nero | a8 re del nero · b8 alfiere del nero · g8 donna del bianco · a7 pedone del bianco · b6 pedone del bianco · c6 pedone del bianco · a5 re del bianco · h5 donna del nero · e1 cavallo del nero | 8 |
| 7 | a8 re del nero · b8 alfiere del nero · g8 donna del bianco · a7 pedone del bianco · b6 pedone del bianco · c6 pedone del bianco · a5 re del bianco · h5 donna del nero · e1 cavallo del nero | a8 re del nero · b8 alfiere del nero · g8 donna del bianco · a7 pedone del bianco · b6 pedone del bianco · c6 pedone del bianco · a5 re del bianco · h5 donna del nero · e1 cavallo del nero | a8 re del nero · b8 alfiere del nero · g8 donna del bianco · a7 pedone del bianco · b6 pedone del bianco · c6 pedone del bianco · a5 re del bianco · h5 donna del nero · e1 cavallo del nero | a8 re del nero · b8 alfiere del nero · g8 donna del bianco · a7 pedone del bianco · b6 pedone del bianco · c6 pedone del bianco · a5 re del bianco · h5 donna del nero · e1 cavallo del nero | a8 re del nero · b8 alfiere del nero · g8 donna del bianco · a7 pedone del bianco · b6 pedone del bianco · c6 pedone del bianco · a5 re del bianco · h5 donna del nero · e1 cavallo del nero | a8 re del nero · b8 alfiere del nero · g8 donna del bianco · a7 pedone del bianco · b6 pedone del bianco · c6 pedone del bianco · a5 re del bianco · h5 donna del nero · e1 cavallo del nero | a8 re del nero · b8 alfiere del nero · g8 donna del bianco · a7 pedone del bianco · b6 pedone del bianco · c6 pedone del bianco · a5 re del bianco · h5 donna del nero · e1 cavallo del nero | a8 re del nero · b8 alfiere del nero · g8 donna del bianco · a7 pedone del bianco · b6 pedone del bianco · c6 pedone del bianco · a5 re del bianco · h5 donna del nero · e1 cavallo del nero | 7 |
| 6 | a8 re del nero · b8 alfiere del nero · g8 donna del bianco · a7 pedone del bianco · b6 pedone del bianco · c6 pedone del bianco · a5 re del bianco · h5 donna del nero · e1 cavallo del nero | a8 re del nero · b8 alfiere del nero · g8 donna del bianco · a7 pedone del bianco · b6 pedone del bianco · c6 pedone del bianco · a5 re del bianco · h5 donna del nero · e1 cavallo del nero | a8 re del nero · b8 alfiere del nero · g8 donna del bianco · a7 pedone del bianco · b6 pedone del bianco · c6 pedone del bianco · a5 re del bianco · h5 donna del nero · e1 cavallo del nero | a8 re del nero · b8 alfiere del nero · g8 donna del bianco · a7 pedone del bianco · b6 pedone del bianco · c6 pedone del bianco · a5 re del bianco · h5 donna del nero · e1 cavallo del nero | a8 re del nero · b8 alfiere del nero · g8 donna del bianco · a7 pedone del bianco · b6 pedone del bianco · c6 pedone del bianco · a5 re del bianco · h5 donna del nero · e1 cavallo del nero | a8 re del nero · b8 alfiere del nero · g8 donna del bianco · a7 pedone del bianco · b6 pedone del bianco · c6 pedone del bianco · a5 re del bianco · h5 donna del nero · e1 cavallo del nero | a8 re del nero · b8 alfiere del nero · g8 donna del bianco · a7 pedone del bianco · b6 pedone del bianco · c6 pedone del bianco · a5 re del bianco · h5 donna del nero · e1 cavallo del nero | a8 re del nero · b8 alfiere del nero · g8 donna del bianco · a7 pedone del bianco · b6 pedone del bianco · c6 pedone del bianco · a5 re del bianco · h5 donna del nero · e1 cavallo del nero | 6 |
| 5 | a8 re del nero · b8 alfiere del nero · g8 donna del bianco · a7 pedone del bianco · b6 pedone del bianco · c6 pedone del bianco · a5 re del bianco · h5 donna del nero · e1 cavallo del nero | a8 re del nero · b8 alfiere del nero · g8 donna del bianco · a7 pedone del bianco · b6 pedone del bianco · c6 pedone del bianco · a5 re del bianco · h5 donna del nero · e1 cavallo del nero | a8 re del nero · b8 alfiere del nero · g8 donna del bianco · a7 pedone del bianco · b6 pedone del bianco · c6 pedone del bianco · a5 re del bianco · h5 donna del nero · e1 cavallo del nero | a8 re del nero · b8 alfiere del nero · g8 donna del bianco · a7 pedone del bianco · b6 pedone del bianco · c6 pedone del bianco · a5 re del bianco · h5 donna del nero · e1 cavallo del nero | a8 re del nero · b8 alfiere del nero · g8 donna del bianco · a7 pedone del bianco · b6 pedone del bianco · c6 pedone del bianco · a5 re del bianco · h5 donna del nero · e1 cavallo del nero | a8 re del nero · b8 alfiere del nero · g8 donna del bianco · a7 pedone del bianco · b6 pedone del bianco · c6 pedone del bianco · a5 re del bianco · h5 donna del nero · e1 cavallo del nero | a8 re del nero · b8 alfiere del nero · g8 donna del bianco · a7 pedone del bianco · b6 pedone del bianco · c6 pedone del bianco · a5 re del bianco · h5 donna del nero · e1 cavallo del nero | a8 re del nero · b8 alfiere del nero · g8 donna del bianco · a7 pedone del bianco · b6 pedone del bianco · c6 pedone del bianco · a5 re del bianco · h5 donna del nero · e1 cavallo del nero | 5 |
| 4 | a8 re del nero · b8 alfiere del nero · g8 donna del bianco · a7 pedone del bianco · b6 pedone del bianco · c6 pedone del bianco · a5 re del bianco · h5 donna del nero · e1 cavallo del nero | a8 re del nero · b8 alfiere del nero · g8 donna del bianco · a7 pedone del bianco · b6 pedone del bianco · c6 pedone del bianco · a5 re del bianco · h5 donna del nero · e1 cavallo del nero | a8 re del nero · b8 alfiere del nero · g8 donna del bianco · a7 pedone del bianco · b6 pedone del bianco · c6 pedone del bianco · a5 re del bianco · h5 donna del nero · e1 cavallo del nero | a8 re del nero · b8 alfiere del nero · g8 donna del bianco · a7 pedone del bianco · b6 pedone del bianco · c6 pedone del bianco · a5 re del bianco · h5 donna del nero · e1 cavallo del nero | a8 re del nero · b8 alfiere del nero · g8 donna del bianco · a7 pedone del bianco · b6 pedone del bianco · c6 pedone del bianco · a5 re del bianco · h5 donna del nero · e1 cavallo del nero | a8 re del nero · b8 alfiere del nero · g8 donna del bianco · a7 pedone del bianco · b6 pedone del bianco · c6 pedone del bianco · a5 re del bianco · h5 donna del nero · e1 cavallo del nero | a8 re del nero · b8 alfiere del nero · g8 donna del bianco · a7 pedone del bianco · b6 pedone del bianco · c6 pedone del bianco · a5 re del bianco · h5 donna del nero · e1 cavallo del nero | a8 re del nero · b8 alfiere del nero · g8 donna del bianco · a7 pedone del bianco · b6 pedone del bianco · c6 pedone del bianco · a5 re del bianco · h5 donna del nero · e1 cavallo del nero | 4 |
| 3 | a8 re del nero · b8 alfiere del nero · g8 donna del bianco · a7 pedone del bianco · b6 pedone del bianco · c6 pedone del bianco · a5 re del bianco · h5 donna del nero · e1 cavallo del nero | a8 re del nero · b8 alfiere del nero · g8 donna del bianco · a7 pedone del bianco · b6 pedone del bianco · c6 pedone del bianco · a5 re del bianco · h5 donna del nero · e1 cavallo del nero | a8 re del nero · b8 alfiere del nero · g8 donna del bianco · a7 pedone del bianco · b6 pedone del bianco · c6 pedone del bianco · a5 re del bianco · h5 donna del nero · e1 cavallo del nero | a8 re del nero · b8 alfiere del nero · g8 donna del bianco · a7 pedone del bianco · b6 pedone del bianco · c6 pedone del bianco · a5 re del bianco · h5 donna del nero · e1 cavallo del nero | a8 re del nero · b8 alfiere del nero · g8 donna del bianco · a7 pedone del bianco · b6 pedone del bianco · c6 pedone del bianco · a5 re del bianco · h5 donna del nero · e1 cavallo del nero | a8 re del nero · b8 alfiere del nero · g8 donna del bianco · a7 pedone del bianco · b6 pedone del bianco · c6 pedone del bianco · a5 re del bianco · h5 donna del nero · e1 cavallo del nero | a8 re del nero · b8 alfiere del nero · g8 donna del bianco · a7 pedone del bianco · b6 pedone del bianco · c6 pedone del bianco · a5 re del bianco · h5 donna del nero · e1 cavallo del nero | a8 re del nero · b8 alfiere del nero · g8 donna del bianco · a7 pedone del bianco · b6 pedone del bianco · c6 pedone del bianco · a5 re del bianco · h5 donna del nero · e1 cavallo del nero | 3 |
| 2 | a8 re del nero · b8 alfiere del nero · g8 donna del bianco · a7 pedone del bianco · b6 pedone del bianco · c6 pedone del bianco · a5 re del bianco · h5 donna del nero · e1 cavallo del nero | a8 re del nero · b8 alfiere del nero · g8 donna del bianco · a7 pedone del bianco · b6 pedone del bianco · c6 pedone del bianco · a5 re del bianco · h5 donna del nero · e1 cavallo del nero | a8 re del nero · b8 alfiere del nero · g8 donna del bianco · a7 pedone del bianco · b6 pedone del bianco · c6 pedone del bianco · a5 re del bianco · h5 donna del nero · e1 cavallo del nero | a8 re del nero · b8 alfiere del nero · g8 donna del bianco · a7 pedone del bianco · b6 pedone del bianco · c6 pedone del bianco · a5 re del bianco · h5 donna del nero · e1 cavallo del nero | a8 re del nero · b8 alfiere del nero · g8 donna del bianco · a7 pedone del bianco · b6 pedone del bianco · c6 pedone del bianco · a5 re del bianco · h5 donna del nero · e1 cavallo del nero | a8 re del nero · b8 alfiere del nero · g8 donna del bianco · a7 pedone del bianco · b6 pedone del bianco · c6 pedone del bianco · a5 re del bianco · h5 donna del nero · e1 cavallo del nero | a8 re del nero · b8 alfiere del nero · g8 donna del bianco · a7 pedone del bianco · b6 pedone del bianco · c6 pedone del bianco · a5 re del bianco · h5 donna del nero · e1 cavallo del nero | a8 re del nero · b8 alfiere del nero · g8 donna del bianco · a7 pedone del bianco · b6 pedone del bianco · c6 pedone del bianco · a5 re del bianco · h5 donna del nero · e1 cavallo del nero | 2 |
| 1 | a8 re del nero · b8 alfiere del nero · g8 donna del bianco · a7 pedone del bianco · b6 pedone del bianco · c6 pedone del bianco · a5 re del bianco · h5 donna del nero · e1 cavallo del nero | a8 re del nero · b8 alfiere del nero · g8 donna del bianco · a7 pedone del bianco · b6 pedone del bianco · c6 pedone del bianco · a5 re del bianco · h5 donna del nero · e1 cavallo del nero | a8 re del nero · b8 alfiere del nero · g8 donna del bianco · a7 pedone del bianco · b6 pedone del bianco · c6 pedone del bianco · a5 re del bianco · h5 donna del nero · e1 cavallo del nero | a8 re del nero · b8 alfiere del nero · g8 donna del bianco · a7 pedone del bianco · b6 pedone del bianco · c6 pedone del bianco · a5 re del bianco · h5 donna del nero · e1 cavallo del nero | a8 re del nero · b8 alfiere del nero · g8 donna del bianco · a7 pedone del bianco · b6 pedone del bianco · c6 pedone del bianco · a5 re del bianco · h5 donna del nero · e1 cavallo del nero | a8 re del nero · b8 alfiere del nero · g8 donna del bianco · a7 pedone del bianco · b6 pedone del bianco · c6 pedone del bianco · a5 re del bianco · h5 donna del nero · e1 cavallo del nero | a8 re del nero · b8 alfiere del nero · g8 donna del bianco · a7 pedone del bianco · b6 pedone del bianco · c6 pedone del bianco · a5 re del bianco · h5 donna del nero · e1 cavallo del nero | a8 re del nero · b8 alfiere del nero · g8 donna del bianco · a7 pedone del bianco · b6 pedone del bianco · c6 pedone del bianco · a5 re del bianco · h5 donna del nero · e1 cavallo del nero | 1 |
|   | a | b | c | d | e | f | g | h |   |

1. b6+ Ra8Permette all'alfiere del nero di fare interposizione in b8 dopo la promozione a donna del pedone g.
se 1...Rb8, 2. Te1! Cxe1 3. g7 Cc4+ 4. Rb5 Cxb6 5. Rxb6 Ac7+ 6. Rc6! h1=D 7. g8=D+ Ra7 8. Qc8 e vince.
2. Te1!La promozione del pedone h è inevitabile. La torre si sacrifica per impedire, a causa dell'interferenza del cavallo in e1, lo scacco sulla colonna a.
2 ...Cxe1
3. g7 h1=DSe 3 ...Cc4+, 4. Rb5 h1=D 5. g8=D+ Ab8 6. a7 Ca3+ (oppure 6... Dh2 7.axb8=D+ Dxb8 8. Dxb8+ Rxb8 9. Rxc4 +-) 7. Rc6 Dh2 8. axb8=D+ Dxb8 9. b7+ Ka7 10. Dg1+ Ra6 11. Db6#.
4. g8=D+ Ab8
5. a7 Cc6+Il nero sacrifica il cavallo per permettere alla propria donna di dare scacco in h5.
6. dxc6 Dxh5+(Vedi diagramma in alto a destra)  Ora cosa si può fare? Se 7. Ra6 De2+, oppure 7. Rb4 Dh4+ e il Nero dà il perpetuo.
7. Dg5!!La sensazionale risorsa di questo studio. Dopo aver sacrificato la torre per evitare scacchi da parte della donna nera, il bianco sacrifica adesso la donna, con scacco, al solo scopo di impedire scacchi sulla diagonale da parte della donna nera. Di primo acchito questa mossa può sembrare un errore di stampa. Dopo aver visto questa mossa, il grande maestro Leonid Yudasin disse: "Come?! La donna viene sacrificata per niente – e per giunta con scacco!"  
Victor Charusin, un Maestro Internazionale per corrispondenza e autore del libro Mitrofanov's Deflection, l'ha definita "una mossa da un altro mondo."
Tim Krabbé la commenta così: "Il Bianco para la minaccia di matto [l'inchiodatura dell'alfiere in b8], lascia che la sua donna venga catturata con scacco su una casa indifesa, rimane con qualche pedone contro donna, alfiere e cavallo – e vince".
7 ...Dxg5+7 ...De8 8. b7+! Rxa7 9. Dc5 #.
8. Ra6Minaccia 9. b7 #.
8 ...Axa7Se  8 ...Db5+, segue 9. Rxb5 Cc2 10. c7! e vince. Dopo 8 ...Axa7, se 9. bxa7? il bianco può abbandonare dopo 9. ...Dc5; oppure 9. b7+? Rb8 e vince.
9. c7!!(Vedi diagramma in basso)  Una posizione incredibile. Il nero, con donna, alfiere e cavallo contro due pedoni liberi uniti, è senza difesa contro le due minacce 9. b7# e 9. c8=D+. È da notare che se la donna fosse in qualunque altra casa della scacchiera dove non dà scacco il nero vincerebbe facilmente. Solamente in g5 la donna non ha scacchi se non sacrificandosi senza compenso.
9 ...Da5+Anche 9 ...Dd5 10. c8=D+ Ab8 11. b7+ Dxb7 12. Qxb7 # oppure 9 ...Dg6 10. c8=D+ Ab8 11. Db7 # non sono migliori.
10. Rxa5 Rb7Se 10 ...Axb6+ 11. Rxb6 e matto alla prossima. La natura paradossale di questa posizione è sottolineata dal fatto che il nero perde proprio a causa dei suoi due pezzi minori. Se non ci fosse il cavallo, il nero avrebbe la patta con  10 ...Axb6+ 11. Rxb6 stallo; senza l'alfiere, il nero si salva con 10 ...Rb7 seguita da Cd3-e5-d7xb6.
11. bxa7 1-0Il nero non può fermare entrambi i pedoni. Dopo la promozione a donna il bianco vince facilmente.
|   | a | b | c | d | e | f | g | h |   |
| 8 | a8 re del nero · a7 alfiere del nero · c7 pedone del bianco · a6 re del bianco · b6 pedone del bianco · g5 donna del nero · e1 cavallo del nero | a8 re del nero · a7 alfiere del nero · c7 pedone del bianco · a6 re del bianco · b6 pedone del bianco · g5 donna del nero · e1 cavallo del nero | a8 re del nero · a7 alfiere del nero · c7 pedone del bianco · a6 re del bianco · b6 pedone del bianco · g5 donna del nero · e1 cavallo del nero | a8 re del nero · a7 alfiere del nero · c7 pedone del bianco · a6 re del bianco · b6 pedone del bianco · g5 donna del nero · e1 cavallo del nero | a8 re del nero · a7 alfiere del nero · c7 pedone del bianco · a6 re del bianco · b6 pedone del bianco · g5 donna del nero · e1 cavallo del nero | a8 re del nero · a7 alfiere del nero · c7 pedone del bianco · a6 re del bianco · b6 pedone del bianco · g5 donna del nero · e1 cavallo del nero | a8 re del nero · a7 alfiere del nero · c7 pedone del bianco · a6 re del bianco · b6 pedone del bianco · g5 donna del nero · e1 cavallo del nero | a8 re del nero · a7 alfiere del nero · c7 pedone del bianco · a6 re del bianco · b6 pedone del bianco · g5 donna del nero · e1 cavallo del nero | 8 |
| 7 | a8 re del nero · a7 alfiere del nero · c7 pedone del bianco · a6 re del bianco · b6 pedone del bianco · g5 donna del nero · e1 cavallo del nero | a8 re del nero · a7 alfiere del nero · c7 pedone del bianco · a6 re del bianco · b6 pedone del bianco · g5 donna del nero · e1 cavallo del nero | a8 re del nero · a7 alfiere del nero · c7 pedone del bianco · a6 re del bianco · b6 pedone del bianco · g5 donna del nero · e1 cavallo del nero | a8 re del nero · a7 alfiere del nero · c7 pedone del bianco · a6 re del bianco · b6 pedone del bianco · g5 donna del nero · e1 cavallo del nero | a8 re del nero · a7 alfiere del nero · c7 pedone del bianco · a6 re del bianco · b6 pedone del bianco · g5 donna del nero · e1 cavallo del nero | a8 re del nero · a7 alfiere del nero · c7 pedone del bianco · a6 re del bianco · b6 pedone del bianco · g5 donna del nero · e1 cavallo del nero | a8 re del nero · a7 alfiere del nero · c7 pedone del bianco · a6 re del bianco · b6 pedone del bianco · g5 donna del nero · e1 cavallo del nero | a8 re del nero · a7 alfiere del nero · c7 pedone del bianco · a6 re del bianco · b6 pedone del bianco · g5 donna del nero · e1 cavallo del nero | 7 |
| 6 | a8 re del nero · a7 alfiere del nero · c7 pedone del bianco · a6 re del bianco · b6 pedone del bianco · g5 donna del nero · e1 cavallo del nero | a8 re del nero · a7 alfiere del nero · c7 pedone del bianco · a6 re del bianco · b6 pedone del bianco · g5 donna del nero · e1 cavallo del nero | a8 re del nero · a7 alfiere del nero · c7 pedone del bianco · a6 re del bianco · b6 pedone del bianco · g5 donna del nero · e1 cavallo del nero | a8 re del nero · a7 alfiere del nero · c7 pedone del bianco · a6 re del bianco · b6 pedone del bianco · g5 donna del nero · e1 cavallo del nero | a8 re del nero · a7 alfiere del nero · c7 pedone del bianco · a6 re del bianco · b6 pedone del bianco · g5 donna del nero · e1 cavallo del nero | a8 re del nero · a7 alfiere del nero · c7 pedone del bianco · a6 re del bianco · b6 pedone del bianco · g5 donna del nero · e1 cavallo del nero | a8 re del nero · a7 alfiere del nero · c7 pedone del bianco · a6 re del bianco · b6 pedone del bianco · g5 donna del nero · e1 cavallo del nero | a8 re del nero · a7 alfiere del nero · c7 pedone del bianco · a6 re del bianco · b6 pedone del bianco · g5 donna del nero · e1 cavallo del nero | 6 |
| 5 | a8 re del nero · a7 alfiere del nero · c7 pedone del bianco · a6 re del bianco · b6 pedone del bianco · g5 donna del nero · e1 cavallo del nero | a8 re del nero · a7 alfiere del nero · c7 pedone del bianco · a6 re del bianco · b6 pedone del bianco · g5 donna del nero · e1 cavallo del nero | a8 re del nero · a7 alfiere del nero · c7 pedone del bianco · a6 re del bianco · b6 pedone del bianco · g5 donna del nero · e1 cavallo del nero | a8 re del nero · a7 alfiere del nero · c7 pedone del bianco · a6 re del bianco · b6 pedone del bianco · g5 donna del nero · e1 cavallo del nero | a8 re del nero · a7 alfiere del nero · c7 pedone del bianco · a6 re del bianco · b6 pedone del bianco · g5 donna del nero · e1 cavallo del nero | a8 re del nero · a7 alfiere del nero · c7 pedone del bianco · a6 re del bianco · b6 pedone del bianco · g5 donna del nero · e1 cavallo del nero | a8 re del nero · a7 alfiere del nero · c7 pedone del bianco · a6 re del bianco · b6 pedone del bianco · g5 donna del nero · e1 cavallo del nero | a8 re del nero · a7 alfiere del nero · c7 pedone del bianco · a6 re del bianco · b6 pedone del bianco · g5 donna del nero · e1 cavallo del nero | 5 |
| 4 | a8 re del nero · a7 alfiere del nero · c7 pedone del bianco · a6 re del bianco · b6 pedone del bianco · g5 donna del nero · e1 cavallo del nero | a8 re del nero · a7 alfiere del nero · c7 pedone del bianco · a6 re del bianco · b6 pedone del bianco · g5 donna del nero · e1 cavallo del nero | a8 re del nero · a7 alfiere del nero · c7 pedone del bianco · a6 re del bianco · b6 pedone del bianco · g5 donna del nero · e1 cavallo del nero | a8 re del nero · a7 alfiere del nero · c7 pedone del bianco · a6 re del bianco · b6 pedone del bianco · g5 donna del nero · e1 cavallo del nero | a8 re del nero · a7 alfiere del nero · c7 pedone del bianco · a6 re del bianco · b6 pedone del bianco · g5 donna del nero · e1 cavallo del nero | a8 re del nero · a7 alfiere del nero · c7 pedone del bianco · a6 re del bianco · b6 pedone del bianco · g5 donna del nero · e1 cavallo del nero | a8 re del nero · a7 alfiere del nero · c7 pedone del bianco · a6 re del bianco · b6 pedone del bianco · g5 donna del nero · e1 cavallo del nero | a8 re del nero · a7 alfiere del nero · c7 pedone del bianco · a6 re del bianco · b6 pedone del bianco · g5 donna del nero · e1 cavallo del nero | 4 |
| 3 | a8 re del nero · a7 alfiere del nero · c7 pedone del bianco · a6 re del bianco · b6 pedone del bianco · g5 donna del nero · e1 cavallo del nero | a8 re del nero · a7 alfiere del nero · c7 pedone del bianco · a6 re del bianco · b6 pedone del bianco · g5 donna del nero · e1 cavallo del nero | a8 re del nero · a7 alfiere del nero · c7 pedone del bianco · a6 re del bianco · b6 pedone del bianco · g5 donna del nero · e1 cavallo del nero | a8 re del nero · a7 alfiere del nero · c7 pedone del bianco · a6 re del bianco · b6 pedone del bianco · g5 donna del nero · e1 cavallo del nero | a8 re del nero · a7 alfiere del nero · c7 pedone del bianco · a6 re del bianco · b6 pedone del bianco · g5 donna del nero · e1 cavallo del nero | a8 re del nero · a7 alfiere del nero · c7 pedone del bianco · a6 re del bianco · b6 pedone del bianco · g5 donna del nero · e1 cavallo del nero | a8 re del nero · a7 alfiere del nero · c7 pedone del bianco · a6 re del bianco · b6 pedone del bianco · g5 donna del nero · e1 cavallo del nero | a8 re del nero · a7 alfiere del nero · c7 pedone del bianco · a6 re del bianco · b6 pedone del bianco · g5 donna del nero · e1 cavallo del nero | 3 |
| 2 | a8 re del nero · a7 alfiere del nero · c7 pedone del bianco · a6 re del bianco · b6 pedone del bianco · g5 donna del nero · e1 cavallo del nero | a8 re del nero · a7 alfiere del nero · c7 pedone del bianco · a6 re del bianco · b6 pedone del bianco · g5 donna del nero · e1 cavallo del nero | a8 re del nero · a7 alfiere del nero · c7 pedone del bianco · a6 re del bianco · b6 pedone del bianco · g5 donna del nero · e1 cavallo del nero | a8 re del nero · a7 alfiere del nero · c7 pedone del bianco · a6 re del bianco · b6 pedone del bianco · g5 donna del nero · e1 cavallo del nero | a8 re del nero · a7 alfiere del nero · c7 pedone del bianco · a6 re del bianco · b6 pedone del bianco · g5 donna del nero · e1 cavallo del nero | a8 re del nero · a7 alfiere del nero · c7 pedone del bianco · a6 re del bianco · b6 pedone del bianco · g5 donna del nero · e1 cavallo del nero | a8 re del nero · a7 alfiere del nero · c7 pedone del bianco · a6 re del bianco · b6 pedone del bianco · g5 donna del nero · e1 cavallo del nero | a8 re del nero · a7 alfiere del nero · c7 pedone del bianco · a6 re del bianco · b6 pedone del bianco · g5 donna del nero · e1 cavallo del nero | 2 |
| 1 | a8 re del nero · a7 alfiere del nero · c7 pedone del bianco · a6 re del bianco · b6 pedone del bianco · g5 donna del nero · e1 cavallo del nero | a8 re del nero · a7 alfiere del nero · c7 pedone del bianco · a6 re del bianco · b6 pedone del bianco · g5 donna del nero · e1 cavallo del nero | a8 re del nero · a7 alfiere del nero · c7 pedone del bianco · a6 re del bianco · b6 pedone del bianco · g5 donna del nero · e1 cavallo del nero | a8 re del nero · a7 alfiere del nero · c7 pedone del bianco · a6 re del bianco · b6 pedone del bianco · g5 donna del nero · e1 cavallo del nero | a8 re del nero · a7 alfiere del nero · c7 pedone del bianco · a6 re del bianco · b6 pedone del bianco · g5 donna del nero · e1 cavallo del nero | a8 re del nero · a7 alfiere del nero · c7 pedone del bianco · a6 re del bianco · b6 pedone del bianco · g5 donna del nero · e1 cavallo del nero | a8 re del nero · a7 alfiere del nero · c7 pedone del bianco · a6 re del bianco · b6 pedone del bianco · g5 donna del nero · e1 cavallo del nero | a8 re del nero · a7 alfiere del nero · c7 pedone del bianco · a6 re del bianco · b6 pedone del bianco · g5 donna del nero · e1 cavallo del nero | 1 |
|   | a | b | c | d | e | f | g | h |   |